# Mascotte ufficiali del campionato mondiale di calcio
A partire dall'edizione del 1966, il campionato mondiale di calcio è contraddistinto da una mascotte che rappresenta in maniera giocosa e vivace il torneo stesso; nella maggior parte dei casi rimanda a vari simboli e colori tradizionali del paese ospitante.
| Edizione | Paese ospitante                | Mascotte | Nome             | Descrizione |
| -------- | ------------------------------ | -------- | ---------------- | --- |
| 1966     | Inghilterra                    |          | Willie           | Rappresenta un leone (simbolo del Regno Unito) che indossa un completo da calcio con i colori della Union Jack e la scritta World Cup. |
| 1970     | Messico                        |          | Juanito          | Rappresenta un giovane ragazzino che indossa il completino della Nazionale messicana e in testa ha un sombrero con sopra scritto MEXICO 70. Il suo nome è il diminutivo ipocoristico di Juan, nome comune nei paesi di lingua spagnola. |
| 1974     | Germania Ovest                 |          | Tip e Tap        | Sono due ragazzi, uno biondo e uno bruno, con indosso la divisa della nazionale tedesca. Su una maglia ci sono le lettere WM, ovvero Weltmeisterschaft (in tedesco “Coppa del Mondo”), mentre sull'altra il numero 74. |
| 1978     | Argentina                      |          | Gauchito         | È un ragazzo con addosso i classici colori dell’Albiceleste. Il sombrero, con la scritta Argentina '78, la sua cravatta e la sua frusta sono tipici dei Gaucho. |
| 1982     | Spagna                         |          | Naranjito        | Rappresenta un'arancia, frutto tipico della Spagna, che indossa la maglia della nazionale. Il suo nome deriva da naranja (arancio in spagnolo) con il diminutivo "ito". |
| 1986     | Messico                        |          | Pique            | È un peperoncino jalapeño, caratteristico della cucina messicana, con baffi e sombrero. Il suo nome deriva da picante, usato in spagnolo per indicare le salse piccanti. |
| 1990     | Italia                         |          | Ciao             | Rappresenta un calciatore stilizzato e formato da forme cubiche con i colori della bandiera italiana ed un pallone al posto della testa. Realizzata dal pubblicitario Lucio Boscardin, il suo nome venne scelto tramite un concorso rivolto agli scommettitori del Totocalcio, i quali potevano scegliere tra 5 possibili proposte (Amico, Beniamino, Bimbo, Ciao e Dribbly).                                       |
| 1994     | Stati Uniti d'America          |          | Striker          | Si tratta di un cane che indossa i colori rossi, bianchi e blu della nazionale statunitense; sul petto porta la scritta USA 94. |
| 1998     | Francia                        |          | Footix           | È un gallo, colorato di rosso e blu, colori tipici della bandiera della Francia. Il suo nome deriva dall'unione tra il termine "football" e il diminutivo "-ix", ripresa dal popolare fumetto transalpino Asterix. |
| 2002     | Corea del Sud / Giappone       |          | Ato, Kaz, e Nik  | Rappresentano creature futuristiche, una arancione, una viola e una blu. Sono membri di una squadra immaginaria, l'Atmoball, in cui Ato è l'allenatore e Kaz e Nik sono i giocatori. I loro nomi vennero scelti tramite votazione mista tra gli utenti internet ed i clienti dei punti vendita McDonald's delle nazioni ospitanti. Sono anche i protagonisti di una serie animata realizzata per l'evento,Spheriks- |
| 2006     | Germania                       |          | Goleo VI e Pille | Rappresenta un leone che indossa una maglia della Germania con il numero 06, parlando con il suo pallone da calcio chiamato Pille. Goleo è la fusione delle parole goal e leo. In tedesco, il termine Pille si riferisce comunemente a un pallone da calcio o allo sport stesso. |
| 2010     | Sudafrica                      |          | Zakumi           | È un leopardo dai capelli verdi. Il suo nome deriva da ZA, l'abbreviazione internazionale del Sudafrica, e kumi, una parola che significa dieci in diverse lingue africane. |
| 2014     | Brasile                        |          | Fuleco           | Si tratta di un armadillo a tre bande con un guscio blu, una razza endemica del nordest brasiliano, chiamato Fuleco dall’unione del termine “futebol” ed “ecologia”. |
| 2018     | Russia                         |          | Zabivaka         | È un lupo, realizzato dalla designer Ekaterina Bocharova, il cui nome significa letteralmente in russo "colui che segna". Oltre al completo con i colori della bandiera del paese ospitante, indossa anche degli occhiali sportivi. |
| 2022     | Qatar                          |          | La'eeb           | È un personaggio che somiglia a una classica Kefiah bianca e che ha nel suo nome il significato di "giocatore super abile". |
| 2026     | Canada / Stati Uniti / Messico |          |                  | |